# Pavel Verner (novinář)
Pavel Verner (19. května 1947, Rýmařov – 11. března 2009, Praha) byl český novinář, spisovatel a dramatik.

## Stručný životopis
Absolvoval nejdříve Střední všeobecně vzdělávací škole, maturoval v roce 1965. Poté se stal dopisovatelem ČTK. Od roku 1968 působil v regionálním listu Hlas severu. V roce 1971 z politických důvodů musel novinářskou práci opustit a působil v různých profesích – např. jako knihovník v Aši nebo jako dělník na pile v Západočeských dřevařských závodech, od roku 1981 v Praze jako stavební dělník, mistr, dispečer, noční hlídač. Přitom však vystudoval dálkově Střední průmyslovou školu stavební a v polovině 80. let začal dálková studia na FAMU, která dokončil v roce 1992.
Po revoluci se k novinářské profesi vrátil – působil mj. jako zástupce šéfredaktora Národních listů a časopisu Týden.
Mezi lety 1996 a 2002 zastával funkci místopředsedy Českého centra Mezinárodního PEN klubu.
Člen ČSSD a člen zastupitelstva Prahy 12, kandidát na senátora a vedoucí tiskového oddělení Ministerstva zdravotnictví za ministra Ivana Davida (1998–1999). (O poměrech na ministerstvu zdravotnictví a o ministru I. Davidovi samotném napsal silně skandalizující knihu David a Goliáška, kvůli níž byl – úspěšně – žalován.)
Od roku 2000 do své smrti byl komentátorem deníku Právo; jeho zasvěcené, krásnou češtinou psané komentáře šly vždy do hloubky, nepostrádajíce vtip a nadhled, aniž by se podbízely – to jej činilo jedním z nejoblíbenějších komentátorů (nejen) tohoto listu.
Působil i jako pedagog na fakultě žurnalistiky Univerzity Karlovy a vyučoval tvůrčí psaní na Literární akademii (Soukromá vysoká škola Josefa Škvoreckého).
Byl také frontmanem, houslistou a klavíristou skupiny Madmen.

## Dílo
Je autorem devíti prozaických děl a čtyř divadelních her. Již od svých studentských let přispíval verši do sborníku Divoké víno. Po působení na ministerstvu zdravotnictví napsal kontroverzní knihu David a Goliáška. V roce 2003 přispěl svojí povídkou Jeden den ve střední Evropě do antologie evropských autorů Bezcelní povídky.

### Vybrané publikace
- Dranciáš, 1989, román z prostředí staveb
- Rodinná záležitost, 1990, patří do sci-fi literatury[3].

- Pražské hyeny, 1994, groteskní (román)
- Romeo a Julie, 1994 (libreto k muzikálu)
- Saracénský čert, 1995 (historická hra inscenovaná na plzeňském náměstí)
- Červenobílá kobra, Praha: Hynek, 1997, ISBN 80-85906-51-1 (povídková kniha)
- Kumprechtova broučkiáda, 2002
- Jak nezabít manžela (Maryša naruby), Praha: MozART, 2007, ISBN 978-80-903891-2-0 (román)
- Láska v cizím pokoji, Praha: Akropolis, 2008, ISBN 978-80-7304-102-1 (povídková kniha)